# Берталотти, Анджело Микеле
Анджело Микеле Берталотти (итал. Angelo Michele Bertalotti; 8 апреля 1666 — 30 марта 1747) — итальянский певец (бас), композитор и музыкальный педагог.
Жил и работал в Болонье (за вычетом двухлетнего периода обучения вокалу в Риме в конце 1680-х гг.), занимал в городе ряд важных музыкально-педагогических должностей.
Известен, главным образом, как автор сборника сольфеджио (итал. Solfeggi a due e a tre voci; 1744) и учебника пения «Правила легчайшие для усвоения с лёгкостью и быстротой пения простого и фигурного, преданные печати для удобства питомцев благочестивой школы в Болонье» (итал. Regole facilissime per apprendere con facilità e prestezza li canti fermo e figurato dati alle stampe per comodo delli putti delle scuole pie Bologna; 1698); оба издания неоднократно переиздавались: учебник выдержал по меньшей мере восемь переизданий на протяжении столетия, а сборник был вновь напечатан уже в XX веке под редакцией Миклоша Форраи.
Кроме того, Берталотти оставил важный труд по истории первых десятилетий существования Болонской филармонической академии — «Хронологический набросок» (итал. Minuta Cronologia della Nostra Accademia de' Filarmonici di Bologna).
Берталотти не следует путать с его полным тёзкой (1615—1681, родственные связи не установлены), игравшим на лютне при шведском и французском королевских дворах и оставившим два сборника пьес для лютни и руководство по обучению лютнистов (фр. Table pour apprendre facilement à toucher le théorbe sur la basse continue; Париж, 1669).